# Сем Тейлор-Джонсон
Саманта Луїза Тейлор-Джонсон, OBE (англ. Samantha Louise Taylor-Johnson; уроджена Тейлор-Вуд; 4 березня 1967, Кройдон, Великий Лондон, Англія, Велика Британія) — британська кінорежисерка та художниця. Її режисерським повнометражним дебютом став фільм «Стати Джоном Ленноном» 2009 року, знятий на основі дитячих спогадів співака та автора пісень гурту The Beatles Джона Леннона. Вона входить до групи митців, відомих як «Молоді британські митці».

## Біографія
Саманта Тейлор-Вуд народилася в Кройдоні, що біля Лондона. Її батько, Девід, покинув сім'ю, коли їй було дев'ять років. Її мати, Джеральдін, — вчитель йоги та астролог. У неї є молодша сестра Ешлі та зведений брат по матері Крістіан.
Тейлор-Вуд виростала поблизу парку Стрітхем Коммон на півдні Лондона, аж до розлучення її батьків. Потім сім'я переїхала до старого шкільного будинку в Джарвіс-Брук у Східному Сассексі, а Саманта пішла до громадського коледжу Бікон. Пізніше вона відвідувала Ґолдсмітський коледж.

## Кар'єра

### Образотворче мистецтво
Тейлор-Вуд почала виставляти художні фотографії на початку 1990-х років. Одна співпраця з Генрі Бондом під назвою «26 жовтня 1993 року» показала, що Бонд і Тейлор-Вуд повторюють ролі Йоко Оно та Джона Леннона у композиції з фотопортрету, зробленого фотографом Енні Лейбовіц — за кілька годин до вбивства Леннона, у 1980 році.
У 1994 році вона показала багатоекранну відеороботу під назвою «Killing Time», у якій четверо людей виконували пантоміму під оперну партитуру. З цього моменту багатоекранні відеороботи стали основним напрямком її творчості. Починаючи з відеоробот «Travesty of a Mockery» та «Pent-Up» у 1996 році. Одна з перших персональних виставок Тейлор-Вуд у Великій Британії відбулася в галереї «Chisenhale» у східному Лондоні у вересні–жовтні 1996 року. Вона була номінована на щорічну премію Тернера у 1998 році, але поступилася художнику Крісу Офілі. Вона отримала премію «Ily Café» як найперспективніший молодий художник на Венеціанській бієнале 1997 року.
У 2000 році вона створила фотошпалери навколо риштувань лондонського універмагу Selfridges під час його реставрації; на муралі була зображена 21 культурна ікона, включаючи Елтона Джона, музиканта Алекса Джеймса та акторів Річарда Е. Гранта та Рея Вінстона. Пози фігур відсилали до відомих творів мистецтва минулого та нещодавніх фільмів. Наступного року вона сфотографувала обкладинку та конверт для альбому Джона «Songs from the West Coast» 2001 року.
У 2002 році Національна портретна галерея замовила Тейлор-Вуд зробити «Девіда», відеопортрет Девіда Бекхема, якого вона зобразила сплячим. Вона, мабуть, найбільш відома своєю роботою під назвою «Чоловіки, що плачуть», у якій багато хто з голлівудських італ. glitterati плачуть, зокрема Робін Вільямс, Шон Пенн, Лоренс Фішберн і Пол Ньюман. У 2006 році вона мала оглядову виставку в Балтійському центрі сучасного мистецтва в Гейтсхеді, Англія.
У 2014 році відбулася нова фотовиставка Тейлор-Джонсон, присвячена приватній квартирі мадемуазель Шанель у галереї Саатчі. Серія з 34 фотографій під назвою «Другий поверх» зафіксувала приватні кімнати Коко Шанель на вулиці Камбон, 31 у Парижі.

### Nowhere Boy
У серпні 2008 року її обрали режисером біографічного фільму «Стати Джоном Ленноном» про дитинство Джона Леннона. Говорячи про свій досвід роботи над фільмом у вересні 2010 року, вона сказала:
| «Я подумала, що я занадто глибоко в цьому, і якщо я все зіпсую, я просто ніколи більше не зніму фільм, і мене охопила паніка. Я сіла у машину і сказала, що мені просто потрібно подзвонити цим продюсерам і вийти з цього. Я сіла у машину, вставила ключ у замок запалювання, і з радіо пролунав голос Леннона, і це було «(Just Like) Starting Over[en]«. Це був один із тих моментів, коли я подумала, що це знак: добре, я це зроблю.».Оригінальний текст (англ.) «I thought, I'm in too deep and if I mess this up I'm just never gonna make a film again, and I went into a panic. I got into the car and said, I just have to call these producers and pull out. I got into the car and I put the key into the ignition and Lennon's voice came straight out of the radio and it was Starting Over. It was one of those moments where I thought it was a sign: OK I'm gonna do it.»[19] |
29 жовтня 2009 року на заключному дні показів 53-го щорічного Лондонському кінофестивалі відбулася демонстарція фільму. Фільм вийшов у Великобританії на День подарунків у 2009 році, отримавши позитивні відгуки. 21 січня 2010 року вона була номінована на премію BAFTA, але програла Данкану Джонсу.

### Інші музичні, кіно– та телевізійні роботи
У її кіноінсталяції 2004 року «Strings» у галереї White Cube артист балету Іван Путров був підвішений на джгуті над чотирма музикантами, які грали повільну частину з Другого струнного квартету Чайковського, знятого в Crush Bar Королівського оперного театру. У 2006 році вона доклалася до короткометражного фільму «Долина смерті» для британської версії «Дестриктований». У липні 2006 року вона була призначена керуючим Британського інституту кіно.
У 2008 році вона зняла короткометражний фільм «Люблю тебе більше», написаний Патріком Марбером і спродюсований Ентоні Мінгеллою. У фільмі є дві пісні Buzzcocks і епізодична поява соліста групи Піта Шеллі. У лютому 2009 року Тейлор-Вуд, співпрацюючи з Sky Arts, вирішила інтерпретувати «Vesti la giubba» з опери «Паяци». Вона прокоментувала: «Я дуже рада бути залученою в такий чудовий проект. Я думаю, що, зафіксувавши один із найбільш зворушливих моментів опери в короткометражному фільмі, ми надали арії сучасний вигляд».
У 2011 році вона була режисером музичного відео «Überlin» для R.E.M.. У кліпі знявся її майбутній наречений Аарон Тейлор-Джонсон, який «кидає кілька ударів ногами у стилі кунг-фу, робить спроби піруетів, стрибає, б'є руками, робить чікен-волк, пробує зображати кроликів і в один момент пестить свій зад».
У вересні 2011 року вона співпрацювала з Соланж Азагурі-Партрідж над короткометражним фільмом «Daydream». Його було випущено на підтримку запуску нової колекції ювелірних виробів Азагурі-Партрідж «24:7». Під керівництвом Тейлор-Вуд Ліберті Росс грає красиву жінку, яку в її спальні прикрашає коштовностями її коханець, якого грає Джей Джей Філд. Оригінальна музика була створена лауреатом премії «Оскар» Аттікусом Россом, а оператором став лауреат BAFTA Джон Метісон.
Тейлор-Джонсон зняла кіноадаптацію еротичного роману-бестселера Е. Л. Джеймс «П'ятдесят відтінків» для студій Universal Pictures і Focus Features. Її обрали зі списку, до якого входили Анджеліна Джолі, Стівен Содерберг, Раян Мерфі, Джо Райт і Ґас Ван Сент. Тейлор-Джонсон була головним претендентом, щоб зняти «П'ятдесят відтінків темряви» (продовження «П'ятдесят відтінків сірого»), але вирішила піти з франшизи, яка так масово обговорювалася, після того, як у неї виникла низка розбіжностей з автором Е. Л. Джеймс. У червні 2017 року Тейлор-Джонсон сказала, що шкодує, що зняла перший фільм.
У березні 2021 року було оголошено, що Тейлор-Джонсон буде доручено бути режисером і продюсером біографічної драми під назвою «Ротко», заснованої на справі Ротка. Виробництво фільму розпочнеться влітку 2021 року.
У липні 2022 року було оголошено, що режисером художнього фільму «Емі Вайнгауз: Back To Black», байопіку, заснованого на житті та кар'єрі британської співачки Емі Вайнгауз, буде Тейлор-Джонсон. Зйомки проекту стартували в січні 2023 року в Лондоні.

## Особисте життя
Двічі хворіла на рак. У грудні 1997 року у віці 30 років вона лікувалася від раку товстої кишки. У 2000 році їй діагностували рак молочної залози.
Вона практикує йогу та трансцендентальну медитацію, про які вона каже: «Я б не змогла пережити все без медитації, якою займаюся. Це те, що, на мою думку, допомогло мені впоратися з божевіллям».
У 2011 році її було призначено офіцером Ордена Британської імперії (OBE) за заслуги в мистецтві.

### Шлюби і діти
Вона вийшла заміж за торговця мистецтвом і галериста Джея Джоплінга в 1997 році; у них було дві доньки, народжені в квітні 1997 і 2005 років. У вересні 2008 року пара оголосила, що мирно розлучається після 11 років шлюбу.
Вона почала стосунки з актором «Стати Джоном Ленноном» Аароном Джонсоном після зустрічі на зйомках фільму у 2008 році, коли йому було 18, а їй 42. Пара оголосила про заручини на прем'єрі фільму, в жовтні 2009 року. Вони одружилися в «Бабінгтон Хаус», що в графстві Сомерсет, 21 червня 2012 року і обоє взяли прізвище Тейлор-Джонсон. У пари є дві дочки, народжені в 2010 і 2012 роках відповідно. Вони проводять свій час у Лос-Анджелесі, штат Каліфорнія, та на фермі поблизу Брутона, графство Сомерсет, в Англії.

## Дискографія
Вона випустила три пісні у співпраці з Pet Shop Boys:
- 1999: «Je t'aime... moi non plus[en]» включено до збірника/альбому We Love You (Candy Records)[50]
- 2003: «Love to Love You Baby[en]» під псевдонімом Кікі Кокова (Lucky Kunst[en])[51]
- 2008: «I'm in Love with a German Film Star» (Kompakt[de])[52]

## Фільмографія
Короткометражки
| Рік  | Назва                                          | Режисер | Сценарист | Примітки                       |
| ---- | ---------------------------------------------- | ------- | --------- | ------------------------------ |
| 2006 | Долина смерті                                  | Так     | Так       | Фрагмент фільму Дестриктований |
| 2008 | Люблю тебе більше                              | Так     | Ні        |                                |
| 2011 | Джеймс Бонд підтримує Міжнародний жіночий день | Так     | Ні        |                                |

Кіно
| Рік  | Назва                       | Режисер | Сценарист | Примітки |
| ---- | --------------------------- | ------- | --------- | -------- |
| 2009 | Стати Джоном Ленноном       | Так     | Ні        |          |
| 2015 | П'ятдесят відтінків сірого  | Так     | Ні        |          |
| 2018 | Мільйон маленьких шматочків | Так     | Так       |          |
| 2024 | Емі Вайнгауз: Back To Black | Так     | Ні        |          |

Телебачення
| Рік  | Назва    | Режисер | Виконавчий Продюсер | Примітки   |
| ---- | -------- | ------- | ------------------- | ---------- |
| 2017 | Циганка  | Так     | Так                 | 2 episodes |
| 2021 | Соло     | Так     | Так                 | 2 episodes |
| 2023 | Мисливці | Так     | Ні                  | 1 episode  |